# Assiniboia
Assiniboia är en ort i Kanada.   Den ligger i provinsen Saskatchewan, i den södra delen av landet, 2 300 km väster om huvudstaden Ottawa. Assiniboia ligger 743 meter över havet och antalet invånare är 2 320.
Terrängen runt Assiniboia är platt. Trakten runt Assiniboia är nära nog obefolkad, med mindre än två invånare per kvadratkilometer..
Trakten runt Assiniboia består till största delen av jordbruksmark.